# Койсалган
Койсалга́н (каз. Қойсалған) — село у складі Зерендинського району Акмолинської області Казахстану. Входить до складу сільського округу Маліка Габдулліна.
Населення — 29 осіб (2021; 31 у 2009, 51 у 1999, 9 у 1989).
Національний склад станом на 1989 рік:
- казахи — 77 %;
- росіяни — 22 %.

У радянські часи село називалось також імені Маліка Габдулліна.